# Oligosita americana
Oligosita americana är en stekelart som beskrevs av Girault 1909. Oligosita americana ingår i släktet Oligosita och familjen hårstrimsteklar. Inga underarter finns listade i Catalogue of Life.